# ماثيو شورت
ماثيو شورت (بالإنجليزية: Matthew Short)‏ (8 نوفمبر 1995 - ) هو لاعب كريكت أسترالي. لعب مع فريق فكتوريا للكريكت وAdelaide Strikers ‏ وMelbourne Renegades ‏.

## وصلات خارجية
- ماثيو شورت على موقع إي آس بي آن كريك إنفو (الإنجليزية)